# 8472种族
| 星际旅行中主要的种族与势力              |
| --------------------------------------- |
| 星際聯邦 · 人类 · 瓦肯人 · 安多利人     |
| 貝塔索人 · 波利安人 · 德诺布拉人        |
| 罗慕伦人 · 克林贡人 ·巴库人 · 索利安人  |
| 葛恩人 · 佛瑞吉人 · 博格人 · 卡松人     |
| 卡达西人 · 贝久人 · 楚尔人 · 希罗吉恩人 |
| 自治同盟 · 布林人 · 新地人 · 8472种族   |

8472种族（Species 8472）是《星际旅行》虚拟宇宙中，生活在银河系外的某种液态空间的非类人种族，主要出現於《航海家号》中。8472是博格人的命名编号。
8472種族因為其種族的生理機能特性，使得博格人不能同化並且被擊退，還差點被滅族，博格人逼不得以與航海家号合作，才得以避免被消滅命運。

## 生理
身高2到3米，肌肉发达，有心电感应能力，基因复杂度极高，有5种性别。

### 细胞
8472种族的DNA复杂度超过人类的100倍，具有3旋DNA结构。这使得其细胞可以对各种生物、化学、物理等技术免疫。因此，博格人的纳米探针对其無效。
其细胞也是致命的病原体。即使几个细胞，也足以使宿主在几天内被其吞噬至死。宿主在感染时，依然会保持清醒；但由于8472的免疫特性，使得任何常规药物都无法治疗。目前已知的治疗方法是，注射重编程过的博格人的纳米探针，使其自动附着8472细胞，使其细胞在发现纳米探针前，被纳米探针控制并消灭。

## 历史

### 博格-8472战争
博格人通过制造量子裂缝而进入了8472种族的空间，企图入侵他们的世界並對其同化。但8472种族天生对博格人的纳米探针免疫，導致博格人入侵不成還遭受慘重損失。最后博格人不得不借助联邦星舰航海家号珍崴艦長的條件交換，才得以击退8472种族，避免遭消滅。
在條件交換中，珍崴艦長為交換博格領域的通過權，與博格人合作研發了光子魚雷用的生物分子彈頭，使8472種族一旦被擊中，細胞的分子結構就會瓦解，成為目前所知唯一有效的對抗方式。

## 文化
8472种族是一个非常排外的种族，曾因为其他种族威胁其基因完整性而图谋扫荡整个银河系。他们认为，唯一能够使其他种族摆脱弱小的，便是消灭他们，即使这要毁掉整个行星。他们的格言是“弱者，将会灭亡”。